# Siri Dahlqvist-Svanberg
Siri Sofia Maria Dahlqvist-Svanberg, född 15 maj 1852 i Hovförsamlingen i Stockholm, död 7 maj 1916 i Kungsholms församling i Stockholm, var en svensk skådespelare. 
Siri Dahlqvist-Svanberg var elev vid Kungliga teatern 1872–1873 och debuterade å Mindre teatern i Stockholm 1873 där hon hade sitt första engagemang. Hon fortsatte sedan vid Stora teatern i Göteborg 1874–1876, vid Svenska Teatern i Helsingfors 1876–1877, hos Elfforss 1878–1880, hos Lindmark 1880–1882, vid Stora teatern i Göteborg 1883–1886 och hos Lindmark 1886–1888. 
Bland hannes roller märks Ladyn af Worsley-Hall, Främlingen, Den stumma, Ophelia i ”Hamlet”, Loyse i ”Gringoire”, Julienne i ”Handtverkaren”, Helena i ”Mäster Smith” och Agathe i ”Den hvita halsduken”.
Hon var från 1891 gift med teatersekreteraren Johannes Svanberg (1852–1918). Makarna är begravda på Norra begravningsplatsen utanför Stockholm.

## Teater

### Roller (ej komplett)
| År   | Roll     | Produktion                        | Regi | Teater                |
| ---- | -------- | --------------------------------- | ---- | --------------------- |
| 1874 | Mechtild | Bröllopet på Ulfåsa Frans Hedberg |      | Nya teatern, Göteborg |
| 1875 | Klara    | Dagsländorna Frans Hedberg        |      | Nya teatern, Göteborg |